# فیلیس اسمیت (دونده)
فیلیس اسمیت (انگلیسی: Phylis Smith؛ زادهٔ ۲۹ سپتامبر ۱۹۶۵) دونده دو سرعت زن اهل بریتانیا بود.